# Les Demoiselles d’Avignon
Les Demoiselles d’Avignon (Öl auf Leinwand, 243,9 × 233,7 cm) ist ein im Jahre 1907 von Pablo Picasso fertiggestelltes Gemälde. Es wird als Wendepunkt in der Geschichte der abendländischen Malerei angesehen und leitete zugleich den sich ankündigenden Kubismus ein. Das Werk befindet sich im Besitz des Museum of Modern Art in New York.

## Namensgebung
Der Bildtitel Les Demoiselles d’Avignon stammt aus dem Jahr 1916 von Picassos Freund, dem Schriftsteller und Kunstkritiker André Salmon. Das Wort Avignon im Titel bezog sich auf die Carrer d’Avinyó in Barcelona, die für ihre Bordelle bekannt war und in deren Nähe Picasso in jungen Jahren lebte. Die verfälschende Titelgebung, die sich heute eingebürgert hat, bezieht sich auf Witzeleien, die in Picassos Freundeskreis in Umlauf waren. Picasso stand dem Bildtitel nicht positiv gegenüber und lehnte ihn später ab.

## Bedeutung
Von den Wurzeln ausgehend überdachte Picasso die europäische Kunstüberlieferung und schuf aus ihren Elementen eine neue künstlerische Sprache. Picassos Anliegen war nicht der Bruch mit der Tradition, sondern die Zerstörung der Konvention. Ihm gelang mit den Demoiselles, wie in keinem anderen Werk der europäischen Malerei, eine Reflexion über das Malen und über die Schönheit der Kunst. Picasso setzte sich nicht nur mit den Werken Uccellos, Piero della Francescas, El Grecos, Poussins, Ingres’ und Cézannes auseinander, sondern auch mit archaischer Kunst.
Die Rolle des Gemäldes als Schlüsselwerk der neueren Kunstgeschichte ist seit langem anerkannt. Aber diese Einschätzung stand jahrzehntelang in eklatantem Missverhältnis zu den Informationen, die man über seine Entstehung hatte. Weitverbreitet ist zum Beispiel die Vorstellung, Picasso habe hier, beeinflusst von afrikanischer Kunst, zu einer Sprache der Deformation gefunden. Eine Ratlosigkeit der Zeitgenossen gegenüber den Arbeiten Picassos in dieser Phase seines Schaffens zeigt sich in den Begriffen, mit denen sie verbunden wurden. „Assyrisch“ kamen die Demoiselles Wilhelm Uhde vor, „ägyptisch“ nannte sie Henri Rousseau. So wurde Picassos Schaffensphase ab dem Sommer 1907 bis 1908 als période nègre (Negerperiode) oder Iberische Periode bezeichnet.

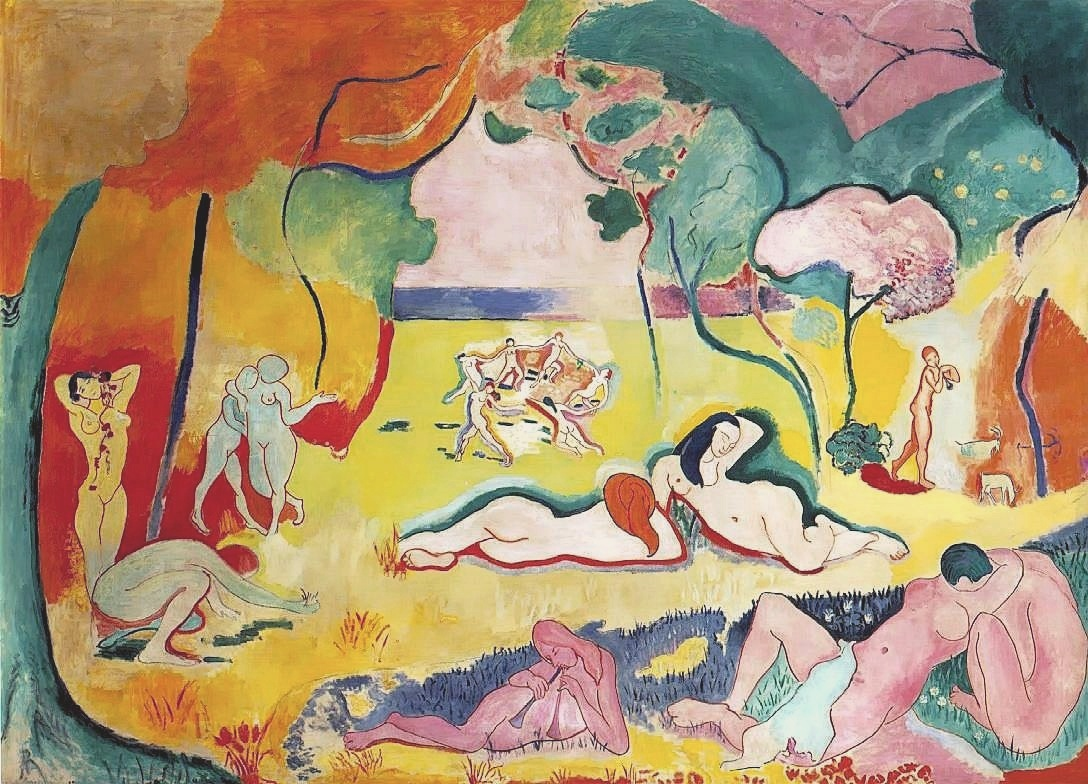
Henri Matisse: Le bonheur de vivre, 1905/06

Von kunsthistorischer Seite ist die Frage erörtert worden, warum die Demoiselles als wegbereitendes Bild des Kubismus zu betrachten sind und das Werk nicht zu einem Neofauvismus bzw. Superfauvismus, nicht zum Futurismus, zum Expressionismus, zu einem wilden oder zahmen Primitivismus oder zur Abstraktion führte. Als einzige andere Fortführung kam der Fauvismus in Betracht, jedoch hatte Picasso diesen möglichen Fauvismus mit den Demoiselles bereits abgelöst, überwunden oder für nichtig erklärt. Er gibt den Fauves zu verstehen, dass sie noch zu wenig „Wilde“ seien. Er verneint nicht die angenehmen Rhythmen in Matisse’ Le bonheur de vivre, aber er sagt, dass dessen Bild noch zu wenig rhythmisch sei, dass es einen tieferliegenden Rhythmus als diesen gebe.

## Beschreibung
Das Gemälde Les Demoiselles d’Avignon zeigt fünf teils leicht bekleidete, teils nackte weibliche Figuren aus verschiedenen Blickwinkeln vor einem in verschiedenen bläulichen Farbtönen gehaltenen Hintergrund. Der Betrachter sieht sie frontal, seitlich, hockend und schräg von vorn. Zu beiden Seiten ist ein Vorhang angedeutet, der linke wird von einer Hand gehalten; er weist rotbraune, der rechte Vorhang blau-ockerfarbene Farbtöne auf. Der Bildvordergrund zeigt in der Mitte ein Stillleben mit Früchten auf einem Tisch.
Die Körper der Figuren sind in leicht eckigen Formen abstrahiert dargestellt. Weiße und bläuliche Farbteile neben und auf den Körpern sorgen für Spannung. Es besteht ein Bruch zwischen den drei Frauengestalten auf der linken Bildseite und den zwei Figuren auf der rechten Bildseite, die sich durch maskenhaft verzerrte Gesichtszüge auszeichnen, für welche afrikanische Masken als Vorbilder gedient haben könnten. Die Gesichter der äußeren Frauen sind eher dunkel gehalten und mit Schraffuren schattiert. Die eine der beiden Frauen mit maskenhaftem Gesicht sitzt mit dem Rücken zum Betrachter, den Kopf in unnatürlicher Weise zu dem Betrachter hin verdreht. Picasso bediente sich einer Darstellungsweise, die er bereits ein Jahr zuvor in Gósol zeichnerisch eingeübt hatte, und die mehrere Aspekte und Ansichten eines Körpers gleichzeitig darzustellen vermag. Die Figuren links, die den Einfluss iberischer Formen sichtbar machen, sind klarer und weicher gemalt. Zwei Frauen haben die Arme über den Kopf gehoben und präsentieren sich vor dem Betrachter.

## Entstehung
Picasso erarbeitete sich Les Demoiselles d’Avignon über ein Dreivierteljahr, von Herbst 1906 bis zum Sommer 1907. Sein Nachlass belegt 809 Vorstudien. Darunter finden sich sowohl Skizzen als auch großangelegte Studienblätter und weitere Gemälde. Die Kunstgeschichte kennt keinen vergleichbaren Fall, in dem ein einzelnes Werk mit solcher Mühe vorbereitet wurde.
Durch die Kette der Vorstudien lässt sich Picassos Vorgehen erkennen. Es bestand in zwei Entwicklungsvorgängen, einem formalen und einem thematischen. Sie liefen gedanklich getrennt, denn die meisten Skizzen lassen entweder einen gestalterisch-formalen oder einen thematischen Fokus erkennen.
Nach seiner Rückkehr aus Spanien im Herbst 1906 begann Picasso in Paris, im Bateau-Lavoir, mit konkreten Vorarbeiten zu den Demoiselles d’Avignon, die er den ganzen Winter über fortsetzte. Der erste Gesamtentwurf vom März 1907, heute in Basel, zeigt ein Interieur mit sieben Personen: fünf nackten Frauen und zwei bekleideten Männern. Die ohnehin deutliche Szene des Basler Entwurfs gibt nach eigenen Angaben Picassos das Innere eines Bordells in der Carrer d’Avinyó in Barcelona wieder. In den folgenden Monaten änderte Picasso jedoch die Szenerie so gründlich, dass alles wegfiel, was mit einem Bordellinneren zu tun hatte. Hinzu kommt, dass Picasso ein solches Thema mit Prostituiertendarstellungen schon früher behandelt hatte – etwa Der Harem aus dem Sommer 1906. Dieses Bild formulierte, wenn auch in kleinerem Format, ebenso die Bildidee von fünf nackten Frauen. Von kunsthistorischer Seite wurde daraus geschlossen, dass das Prostituiertenthema für Picasso nunmehr keine Bedeutung mehr hatte. Die in einem weiteren Entwurf auftretende Gestalt eines Matrosen mit Totenkopf deutet auch an, dass Picasso ein Historienbild mit offenbar allegorischer Sinngebung vor Augen hatte.
Bereits seine Studie „Weiblicher Kopf“ aus dem Jahr 1907 zeugte von der maskenartigen Portraitdarstellung, die Picasso verwendete. Mit kräftigen Strichzügen und starken Farbakzenten modellierte er das weibliche Gesicht in der direkten Vorstudie für die hockende Figur im Gemälde. Die malerische Deformation des westlichen Schönheitsideals durch Picassos neuen Stil fällt in eine Zeit privater Spannungen mit seiner Lebensgefährtin Fernande Olivier, die Mitte September 1907 zur zeitweiligen Trennung führten.

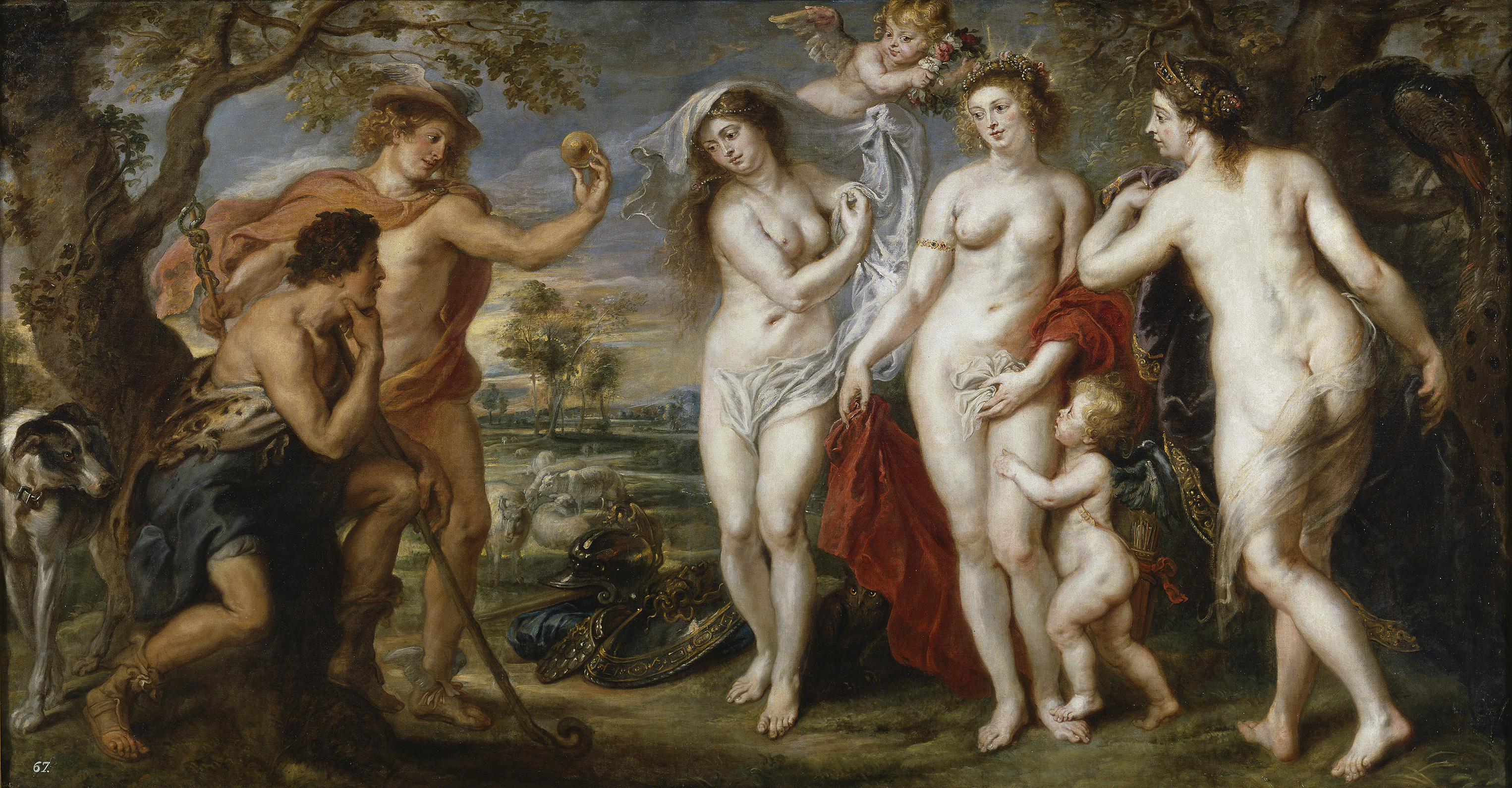
Peter Paul Rubens: Das Urteil des Paris, um 1638–1639, Museo del Prado, Madrid

Für das Rahmenthema „Frauen, die ihre körperlichen Vorzüge posierend zur Beurteilung anbieten“ gibt es ein traditionelles Muster der Darstellung dreier nackter Frauen vor sitzenden und stehenden männlichen Personen: das Urteil des Paris. Ein direktes Vorbild war ein Gemälde von Rubens, dessen Variante des Paris-Urteils im Madrider Prado aufbewahrt wird und Picasso gut bekannt war.

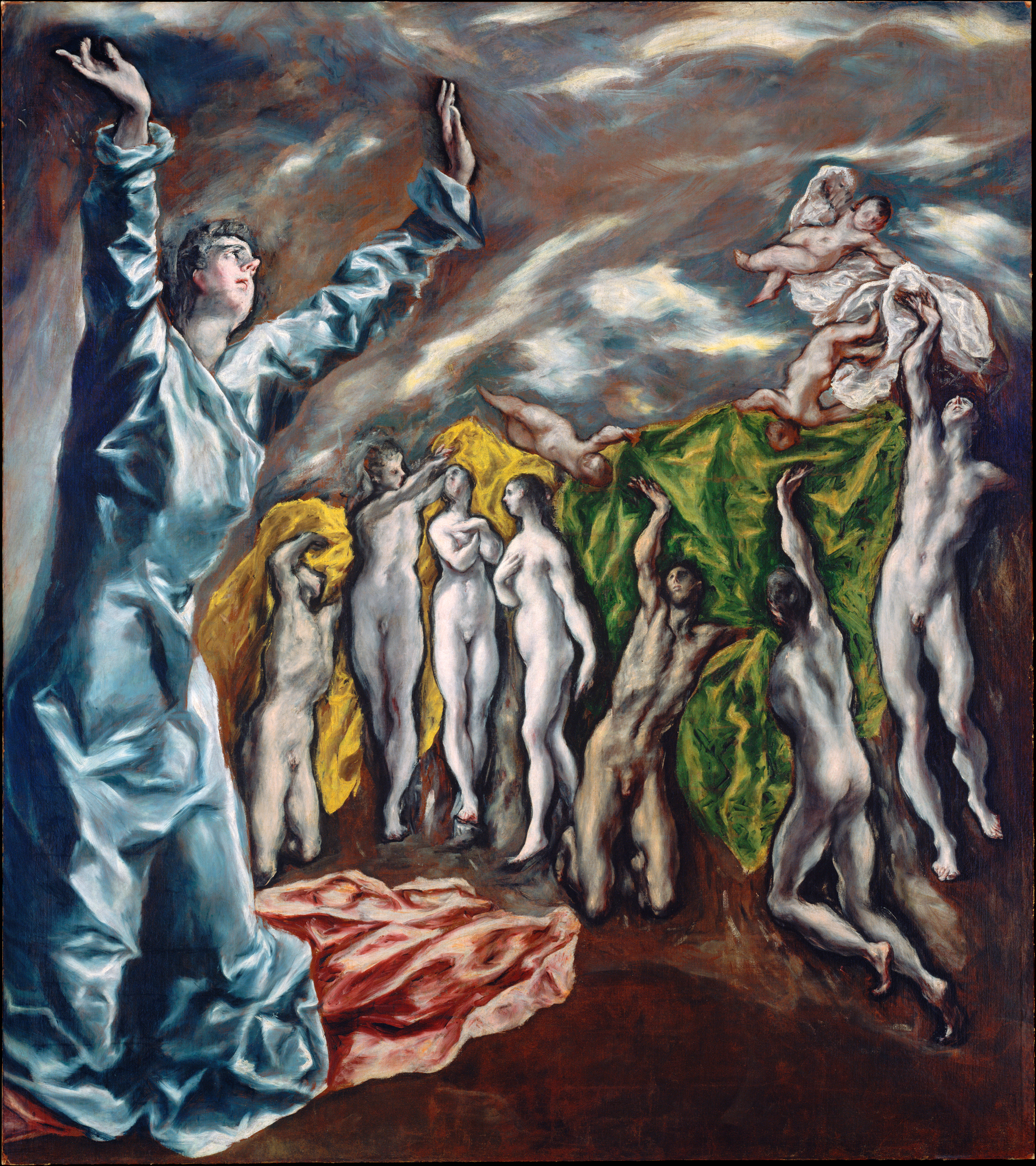
El Greco: Das fünfte Siegel der Apokalypse (1608–1614), Metropolitan Museum of Art, New York

Aus der Sicht C. P. Warnckes spielt Picasso in der endgültigen Fassung mit der Festlegung des Themas auf fünf nackte Frauen nun auf eine antike Anekdote an, die dem Werk eine thematische und gestalterisch-formale Einheit verleihe. Dem Maler Zeuxis wurde die Aufgabe gestellt, Helena, nach der Sage die schönste menschliche Frauengestalt, zu malen. Zeuxis nahm die fünf schönsten Jungfrauen der Insel Kroton zum Modell, um durch eine Kombination ihrer jeweils schönsten Körperbildungen eine in der Natur nicht vorhandene vollkommene Idealgestalt zu schaffen. Für diese Sicht spricht auch das Stillleben im Werk. Allen Betrachtern fiel die unmotivierte Stellung des Stilllebens in der angeblichen Bordellszene auf, ebenso die stilistische Differenz der im Vergleich zu den Figuren illusionär gemalten Früchte. Diese stellen einen weiteren Verweis auf eine Zeuxis-Anekdote dar, der zufolge der antike Maler in einem seiner Gemälde Trauben so naturgetreu nachbildete, dass sich die Vögel davon täuschen ließen und heranflogen, um davon zu naschen. Diese Anekdote ist für die Geschichte der Malerei von großer Bedeutung; Zeuxis gilt als der Begründer der Illusionsmalerei. Picasso geht in seinem Werk genau gegen deren Regeln und ihre normative Ästhetik programmatisch an.
Auch El Grecos Gemälde Das fünfte Siegel der Apokalypse, das damals dem spanischen Maler und Freund Picassos, Ignacio Zuloaga, gehörte, ist von verschiedenen Kunsthistorikern als relevanter Einfluss angesehen worden. Picasso hatte das Bild in Zuloagas Studio gesehen, als er an den Demoiselles arbeitete.

## Erste Reaktionen
Die Arbeit an dem Gemälde wurde im Juli 1907 abgeschlossen. Picasso bat den in Paris lebenden deutschen Kunsthändler Wilhelm Uhde, es sich anzusehen. Uhde wiederum berichtete Daniel-Henry Kahnweiler von seinem Besuch und dem ungewöhnlichen Bild.
Das Werk wurde nun einem engeren Freundeskreis Picassos gezeigt. Guillaume Apollinaire, Félix Fénéon, André Derain, Georges Braque und Henri Matisse lehnten das Bild zuerst ab. Sie konnten es weder deuten noch einordnen.

## Erste öffentliche Ausstellung 1916 und derzeitiger Standort
Das Gemälde verblieb lange in Picassos Atelier und wurde der Öffentlichkeit erstmals im Juli 1916 in der von André Salmon organisierten Ausstellung Art Moderne en France im Salon d’Antin (benannt nach der rue d’Antin) der Galerie Barbazanges in Paris vorgestellt. Die Miete und die Kosten der Ausstellung wurden von dem nebenan in Nr. 26 wohnende Modeschöpfer Paul Poiret getragen.
Ende 1924 wurden die Demoiselles von dem Modecouturier und Kunstsammler Jacques Doucet für seine Sammlung direkt aus Picassos Atelier erworben. Picasso hatte es dort, zur Wand gedreht, aufbewahrt. Die Empfehlung kam von André Breton, der bei Doucet als Bibliothekar und künstlerischer Berater halbtags angestellt war und ihn in das Atelier mitgenommen hatte. Im April 1925 erschien eine Abbildung in der Zeitschrift La Révolution surréaliste, deren Mitherausgeber Breton war.
1939 ging das Gemälde in den Besitz des Museum of Modern Art in New York über, das es mit Hilfe des Vermächtnisses der Mäzenatin Lillie P. Bliss (1864–1931) erwerben konnte.

## Nachwirkungen
Der spanische Arzt und Schriftsteller Jaime Salmon schrieb 2002 ein Theaterstück, das den gleichen Titel wie das Bild hat. Es geht darin um die fiktive Vorgeschichte und die fiktiven Modelle des Bildes in einem Bordell der Straße Carrer d’Avinyó in Barcelona, auf deren Name sich der Bildtitel bezieht.

## Abbildungen
1. ↑  Pablo Picasso: Der Harem, Sommer 1906, Öl auf Leinwand, 163 × 120 cm, Cleveland Museum of Art.